# Architekturtheorie
Architekturtheorie wird wie die Architektur selbst (Baukunst, Technik, Kultur, Umwelt etc.), in vier oder mehr übergeordnete Bereiche gegliedert.
So ist sie als Theorie des Faches Architektur eine theoretische Fundierung des Handelns und der Rolle der Architekten sowie der Inhalte und Ausdrucksformen der Architektur selbst. Von Vitruv, dem Verfasser des ältesten erhaltenen Traktats zur Architekturtheorie, über Leon Battista Alberti, Andrea Palladio und andere bis hin zu Gottfried Semper für die Neuzeit sowie den Architekten der Moderne, wie beispielsweise Le Corbusier, Frank Lloyd Wright, Walter Gropius, Mies van der Rohe über Louis I. Kahn, Denise Scott Brown und Robert Venturi und weitere, bis hin zu den Protagonisten der zeitgenössischen Architektur entwickelten Architekten architekturtheoretische Grundlagen für ihr Schaffen.
Als Theorie der Baukunst ist die Architekturtheorie Teilbereich der Kunstgeschichte und der „allgemeinen Kunsttheorie, der sie als Bestandteil angehört“. Die Kunsthistoriker richten ihr Augenmerk dabei auf Architekturtraktate genauso wie auf fertiggestellte Bau-Kunstwerke und deren Einordnung in stilistische und kunsttheoretische, soziale und gesellschaftliche Zusammenhänge sowie auf Querverbindungen zu anderen Kunstgebieten.
Im Zentrum der Architekturtheorie als Reflexion über das Kulturphänomen Architektur mit all ihren Implikationen, als theoretische Auseinandersetzung über Inhalte und Ausdrucksformen ebenso wie über die Auswirkungen der Architektur auf die Kultur und das Leben der Menschen steht das Betrachten und Beurteilen von Konzepten oder umgesetzten Ergebnissen. Sie widmet sich der Architektur als Spiegelbild gesamtgesellschaftlicher Prozesse.
Weiterhin gewinnt jüngst vor dem Hintergrund des Klimawandels auch der umwelttheoretische Aspekt der Architekturtheorie zunehmend an Bedeutung; relevant sind hier v. a. Gesichtspunkte der Umweltverträglichkeit bzw. Klimaneutralität der verwendeten Baustoffe bzw. von deren Herstellungsprozess oder auch die klimatischen Auswirkungen der Beheizungs- und Isolierungssysteme der jeweiligen Bauwerke.

## Definitionen
„Theorie der Architektur (ist) disziplinunabhängiges oder […] interdisziplinäres Nachdenken über Architektur, zudem Methodenreflektion, Wissenschafts- und Metatheorie der Architektur.“ (Selbstbeschreibung des Lehrstuhls für Architekturtheorie TU Cottbus)
Architekturtheorie fragt nach Ästhetik, Wesen und Bedeutung der Architektur, erforscht deren „ideen- und geistesgeschichtlichen Hintergründe“ und betreibt deren Einordnung in größere historische, kulturelle, soziale und künstlerische Zusammenhänge. Architekturtheorie ist „Teil [der] Kunstliteratur, die sich zwar mit Architektur [befasst], auch Aussagen zum Berufsbild des Architekten und zur Entwurfslehre [trifft], meist aber zunächst im Zusammenhang mit der allgemeinen Kunsttheorie und der Diskussion an den akademischen Institutionen zu begreifen [ist].“ (Zitate aus Selbstbeschreibung des Lehrstuhls der Architekturtheorie am Karlsruher Institut für Kunstgeschichte)
Architekturtheorie ist die „Theorie einer Handlungswissenschaft“, die „anders als naturwissenschaftliche Theorien, die provisorische Schneisen durch noch unerforschtes Gelände legen, […] auf Gründe, Haltungen und Weltanschauungen (verweist), welche das Handeln von Architekten motivieren und leiten.[…] Sie (betrachtet) die gebaute Wirklichkeit im Licht von Verfassererklärungen, Regeln, Traktaten, Dogmen und Doktrinen. Sie sucht auch dort nach Erklärungen und verborgenen Motiven, wo das Bauen scheinbar ganz ohne Theorie oder bekennende Autoren vonstatten geht.[…] Sie interessiert sich für Sachverhalte, die […] über den Horizont unmittelbarer und einmaliger Bezüge hinausführen. Sie fragt nach Ideen, Themen und Topoi, die im Verlauf der Geschichte entdeckt, vergessen und reaktiviert wurden.“ (Zitate aus Selbstbeschreibung des Lehrstuhls für Architekturtheorie RWTH Aachen)
Architekturtheorie ist „einerseits Reflexion der Architektur im Hinblick auf ihre Wirklichkeitspotenziale, das heißt in Hinblick auf ihr Gemachtwerden und Gemachtsein, also auf die praktische Umsetzung und Materialisierung architektonischer Ideen. In diesem Sinne ist Architekturtheorie eine praktische Ästhetik. Andererseits ist Architekturtheorie das kritische Nachdenken über die kulturelle Funktion der Architektur, also über ihre Möglichkeitsbedingungen im großen kulturellen Ganzen, besonders dort, wo sich dieses in einem ständigen Umbauprozess befindet. Wo es um die kulturellen Bedingungen für die Architektur geht, findet die Erweiterung der Architekturtheorie zur Philosophie der Architektur statt.“
„In der Architekturtheorie spielt die illustrierende Demonstration eine wesentliche Rolle. […] Es wäre möglich, eine begriffliche Definition von Architekturtheorie aufzustellen, die sich um Objektivität bemüht, doch läuft diese Gefahr, ahistorisch auszufallen, da sie von einer Konstanz des Begriffes ausgeht, die sie möglicherweise nicht besitzt. Die Kriterien für eine solche Definition bedürfen der historischen Legitimation, die immer nur zeitgebunden gegeben werden kann.“ (Zitat aus Hanno-Walter Kruft: Geschichte der Architekturtheorie. Von der Antike bis zur Gegenwart).
In Architekturtheorie zur Einführung (2022) führt Jörg Gleiter eine neue Systematik der Architekturtheorie ein. Auf der Grundlage des Aufsatzes Traditionelle und kritische Theorie (1937) von Max Horkheimer unterscheidet Gleiter vier Phasen der Architekturtheorie: Nachdenken über Architektur, Traditionelle Theorie der Architektur, Kritische Theorie der Architektur und Kritische Erkenntnistheorie der Architektur. Unter Nachdenken über Architketur fallen alle Diskursformen seit dem Übergang der Architektur von einer ars mechanica zu einer ars liberalis im 15. Jahrhundert bis zum Beginn der Industrialisierung im 19. Jahrhundert. Der Übergang zur Traditionellen Theorie wird mit dem Wandel in der Konzeption der Architektur mit dem Aufkommen neuer Materialien wie Eisen, Glas und Beton, der Maschine und der Änderung der sozialen Stellung der Architektur in der Massengesellschaft eingeleitet. In dieser Phase entsteht die moderne Architektur und ihre spezifischen Formen der Theoriebildung. Traditionelle Theorie heißt diese Art der Reflexion über Architektur, weil diese damit beschäftigt war, das Neue mit dem Alten oder die neu sich etablierende moderne Architektur mit der Geschichte in eine Entwicklungslinie zu bringen. Abgelöst wird diese durch die Kritische Theorie der Architektur Mitte des 20. Jahrhunderts. Auslöser ist die Kritik an der moderne Architektur. Die Architekturtheorie reflektiert jetzt nicht nur das Verhältnis der neuen, modernen Architektur zur Tradition, sondern muss die Defizite der modernen Architektur selbst kritisch hinterfragen. Architekturtheorie wird selbstreflexiv. Mit der Digitalisierung, der Umweltproblematik und der künstlichen Intelligenz findet die kritische Theorie der Architektur aktuell ihre Erweiterung zur kritischen Erkenntnistheorie der Architektur.

## Das Wesen der Architektur
Zu den zentralen Aufgaben jeder Architekturtheorie gehört die Definition des Begriffs „Architektur“ selbst, die Klärung ihres besonderen Charakters zwischen Bauen als Anforderung und Baukunst. Diese Klärung erfolgt als vergleichende Betrachtung ihrer historisch bedingten Lösungen, denn zum einen hat sich die Bedeutung des Begriffs „Architektur“ im Laufe der Geschichte mehrfach geändert (vom Teilbereich der Bildenden Künste bis zum Hochbaugebiet), zum anderen kann der besondere Charakter der Architektur nur in Abgrenzung zu den benachbarten Gebieten Kunst, Wissenschaft, Technik, Design etc. herausgearbeitet werden. „Von den Künsten trennt sie der Graben der Zweckgebundenheit – aber sie kann trotzdem große Kunstwerke hervorbringen. Von dem streng methodischen Vorgehen der Wissenschaft trennt sie das Spontane, Intuitive – aber sie verarbeitet dennoch ständig die neuesten wissenschaftlichen und technischen Errungenschaften. Vom allgemeinen Bauen trennt sie der Qualitäts- und Gestaltungsanspruch – aber sie muß trotzdem alle Gewerke des Bauens perfekt beherrschen. Von der mangelnden Steuerbarkeit der künstlerischen Produktion trennt sie die Notwendigkeit der Auftragsplanung, die nicht allein auf die Zufälle von Kreativität und Originalität vertrauen kann, sondern auf erlernbare gestalterische und ästhetische Qualifikationen zurückgreifen muß. Architektur ist daher per se weder Bauen noch Baukunst, sondern die Kunst des Bauens.“
Da in der selbstreflexiven Moderne Architekturtheorie immer die Selbstkritik der Disziplin beinhalten muss, kann die Architekturtheorie in diesem Sinne definiert werden als „die Form der kritischen Reflexion des Konzipiert-, Gemacht- und Wirksamwerdens der Architektur wie auch der Funktion der Architektur im größeren, sich dynamisch ändernden kulturellen Kräftefeld. Ziel der kritischen Reflexion ist es, Vorstellungen und Modelle zu hinterfragen, zu bestätigen oder zu formulieren, auf deren Grundlage der Mensch sich eine ihm angemessene, vom Zustand der reinen Naturhaftigkeit sich unterscheidende Umwelt schafft.“

## Grundlegung als Universitätsfach in Deutschland
Lewis Mumford wie Fritz Schumacher grenzten die Architektur deutlich von einer Immobilienwirtschaft ab: „Wenn man das Wort ‚Architektur‘ hört, können die verschiedensten Vorstellungen im Innern auftauchen. […] In unserer Zeit ist das Bauen […] Sache eines mechanisch arbeitenden Unternehmertums geworden. Diese Leistungen […] bilden ein höchst wichtiges und interessantes Kapitel der Wirtschaftsgeschichte, nicht aber der Architekturgeschichte, wir dürfen sie im Folgenden ein für allemal ausscheiden.“
In seinem Vorwort als Herausgeber des ersten Heftes der Zeitschrift Architectura, Zeitschrift für Geschichte und Ästhetik der Baukunst beschrieb Leo Adler 1932 das Fehlen von Literatur ausschließlich zum Thema der Geschichte und Theorie der Baukunst. Die baugeschichtliche Forschung teilt sich demnach in die Bereiche primitives Bauen, Archäologie und Kunsthistorische Forschung in der Architektur.
Alfons Leitl gründete 1947 die Zeitschrift Baukunst und Werkform mit Beitragen zur Architekturtheorie einer Nachkriegsmoderne von Egon Eiermann, Otto Bartning, Rudolf Schwarz, Hans Schwippert u. a., die in dieser Zeitschrift heftige architekturtheoretische Debatten (Bauhausdebatte, Düsseldorfer Architektenstreit) um die Ziele und Aufgaben des Wiederaufbaus und die Nachkriegsmoderne führten.
Es war Oswald Mathias Ungers, der an diese Debatten anknüpfte und das erste, internationale Symposium über Architekturtheorie in Deutschland vom 11. Bis 15. Dezember 1967 an der Architekturfakultät der Technischen Universität Berlin ausrichtete, und auf die Notwendigkeit verwies, dieses Fach künftig an deutschen Architekturhochschulen zu lehren. An dem Symposium nahmen unter anderem Friedrich Achtleitner, Reyner Banham, Peter Blake, Lucius Burkhardt, Colin Rowe, Kenneth Frampton, Sigfried Giedion, Jürgen Joedicke, Julius Posener, Adolf Max Vogt und weitere namhafte Architekturtheoretiker teil.
Jürgen Joedicke mit der Gründung des IGMA - Institut für Grundlagen moderner Architektur und Entwerfen 1967 an der Universität Stuttgart und Julius Posener am Lehrstuhl für Baugeschichte an der Berliner Hochschule für Bildende Künste (seit 2001 Universität der Künste Berlin) begründeten die Architekturtheorie als kleines Fach an deutschen Architekturhochschulen. Ihnen folgten Manfred Speidel, Winfried Nerdinger, Werner Durth, Thilo Hilpert und andere Architekten, die seitdem dieses Fach wie folgt verstanden, lehrten und betrieben:
1. als Bestätigen: Erzählen (Geschichte, Narrativ) von Lehrmeinungen, Selbstzeugnissen und Aussagen über die Architektur in Wort, Bild und Werken von Baumeistern und Architekten von der Antike bis in die Gegenwart[10]
2. als Auseinandersetzen: Zeigen, Betrachten, Untersuchen, Verstehen, Vergleichen, Deuten, Klären, Beurteilen, Darstellen und Vermitteln von Sachverhalten, Ereignissen und Erscheinungen von Architektur im Alltag des Baugeschehens[11]
3. als Vorstellen: Erkennen, Bewahren, Pflegen, Verantworten und Fortentwickeln der Architektur als ein Bauen und Bilden von Lebensweisen und -formen auf der Grundlage sozialer, technologischer, ökologischer, politischer und wirtschaftlicher Lebensbedingungen.[12]

## Themen
Architekturtheorie wurde im Laufe der Jahrhunderte sowohl durch individuelle als auch durch nationale Sichtweisen und Eigenarten geprägt. Auch der allgemeine technisch-wissenschaftliche Fortschritt, insbesondere die damit einhergehenden Änderungen und Neuerungen im Bauwesen, hat die Architekturtheorie immer wieder beeinflusst. Im Folgenden werden stichwortartig relevante Teilaspekte, Disziplinen und konzeptionelle Ansätze, die Grundlage architekturtheoretischer Diskurse waren oder immer noch sind, aufgeführt:
Teilaspekte:
- Proportionslehre
- Entwurfslehre
- Typologie
- Tektonik
- Wahrnehmungslehre
- Morphologie
- Raumtheorie
- Gestaltungslehre
- Gestalttheorie

Beteiligte Disziplinen:
- Fachgebiet Architektur
- Architektur- und Kunstwissenschaft
- Architekturkritik
- Kunstgeschichte
- Kunsttheorie (als Bestandteil der Ästhetik)
- Architekturgeschichte
- Kommunikationstheorie, Semiotik
- Architektur- und Stadtsoziologie
- Ökologie, Umweltwissenschaften

## Maßgebliche Autoren und Werke
Antike
- Vitruv: De Architectura libri decem, um 30 v. Chr.
Deutsch: Zehn Bücher über Architektur, Übersetzt und mit Anmerkungen versehen von Curt Fensterbusch, Primus Verlag, Darmstadt 1996, ISBN 3-89678-005-0.

Spätgotische Sakralbauten
- Werkmeisterbücher

15.–17. Jahrhundert
- Leon Battista Alberti: De re aedificatoria libri decem. Florenz 1485
Deutsch: Zehn Bücher über die Baukunst, Unveränderter Nachdruck der Ausgabe Wien/Leipzig 1912, Wissenschaftliche Buchgesellschaft 1991
- Filarete: Trattato d'architettura, Mailand 1460
englisch: Filarete's Treatise on Architecture: Being the Treatise by Antonio di Piero Averlino, Known as Filarete. Originally composed in Milan c. 1460 Translated by John R. Spencer. Facsimile ed. 2 vols. New Haven: Yale University Press 1965
- Francesco di Giorgio Martini: Trattati di architettura, ingegneria e arte militare. Hrsg. Corrado Maltese, Transkription von Livia Maltese Degrassi, 2 Bde., Mailand 1967
- Sebastiano Serlio: Sette libri dell'architettura - Tutte l'opere d'architettura et prospetiva, Venedig 1584
- Hans Blum: Qvinqve Colvmnarvm Exacta descriptio atque deliniatio, cum symmetrica earum distributione. Froschauer, Zürich 1550. (Digitalisat)
- Andrea Palladio: Quattro libri dell’architettura. Venedig 1570
Deutsch: Die vier Bücher zur Architektur, Deutsche Übersetzung nach der Ausgabe Venedig 1570, Birkhäuser Verlag, 1993, ISBN 3-7643-5561-1.
- Vincenzo Scamozzi: L'idea della architettura universale. Venedig 1615, A. Forni (Sala Bolognese) 1982
- Nicolas-François Blondel: Cours d'Architecture Civile, Bände 1–5, Paris 1675–1683

18. Jahrhundert
- Giovanni Battista Piranesi: Della Magnificenza ed Architettura, de’Romani. Rom 1761; Reprint ed. John Wilton-Ely, in: Giovanni Battista Piranesi, The Polemical Works, 1972
- Marc-Antoine Laugier: Essai sur l'architecture, anonym veröffentlicht Paris 1753, personalisiert veröffentlicht Paris 1755
 Deutsch: Das Manifest des Klassizismus, Verlag für Architektur Artemis, Zürich 1989, ISBN 3-7608-8124-6.
- Edmund Burke: Philosophical Enquiry into the Origin of our Ideas of the Sublime and Beautiful, 1757
 Deutsch: Philosophische Untersuchungen über den Ursprung unserer Begriffe vom Erhabenen und Schönen, aus dem Englischen von Friedrich Bassenge, neu eingeleitet und herausgegeben von Werner Strube, 2. Auflage. Hamburg 1989
- Anonym: Untersuchungen über den Charakter der Gebäude, über die Verbindung der Baukunst mit den schönen Künsten und über die Wirkungen, welche durch dieselbe hervorgebracht werden sollen. 1785, Reprint m. einer Einf. v. H.-W. Kruft, Nördlingen 1986
- Étienne-Louis Boullée: Architecture. Essai sur l’art, 1793
 Deutsch: Architektur. Abhandlung über die Kunst, Hrsg. Beat Wyss, Zürich München 1987
- Claude-Nicolas Ledoux: L'Architecture considérée sous le rapport de l'art, des moers et de la législation, Paris 1804, Neuauflage in zwei Bänden, ohne Text 1847 unter dem Titel L'Architecture de Claude Nicolas Ledoux
- Johann Joachim Winckelmann: Anmerkungen über die Baukunst der Alten, Dresden 1762; Reprint: Baden-Baden, Strasbourg 1964

19. Jahrhundert
- Arthur Schopenhauer: Die Welt als Wille und Vorstellung, (Band 1 1819, Band 2 1844) Textkrit. bearb. u. hrsg. v. Wolfgang von Löhneysen [zur Architektur: Bd. 1, § 43–44; Bd. 2, Buch III, Kap. 35 »Zur Ästhetik der Architektur«], 3 Bde. Frankfurt am Main 1986
- John Ruskin: The Seven Lamps of Architecture. London 1849, Reprint Dover Verlag 1990, ISBN 0-486-26145-X
 Deutsch: Die sieben Leuchter der Baukunst, Dortmund 1994
- Heinrich Hübsch: In welchem Style sollen wir bauen?, Karlsruhe 1828
- Eugène Viollet-le-Duc: Dictionnaire raisonné de l'architecture française du XIe au XVe siècle. 10 Bände, Paris 1854–1868
 Deutsch: Definitionen. Sieben Stichworte aus dem Dictionnaire raisonné de l’architecture mit einem deutsch-französischen Inhaltsverzeichnis der neunbändigen Ausgabe des „Dictionnaire“ von 1869, Birkhäuser Architektur Bibliothek, Basel u. a. 1993
- Jean-Nicolas-Louis Durand: Precis des lecons d'architecture donnees a l'Ecole Polytechnique. 2 Bde., Paris 1817–1819; Reprint: Unterschneidheim 1975
- Auguste Choisy: Histoire de l'architecture. 2 Bde., Paris 1899; Reprint der Ausgabe von 1899. Genf-Paris 1982
- Karl Friedrich Schinkel: Das Architektonische Lehrbuch. dokumentiert in: Goerd Peschken, Das Architektonische Lehrbuch (Karl Friedrich Schinkel Lebenswerk) München-Berlin 1979
- Gottfried Semper: Der Stil in den technischen und tektonischen Künsten oder Praktische Ästhetik, Reprint der Ausgabe von 1860–1863, Mittenwald 1977
- Heinrich Wölfflin: Prolegomena zu einer Psychologie der Architektur, Ludwig-Maximilians-Universität München 1886, Nachdruck Gebr. Mann Verlag Berlin 1999
- Louis Sullivan: The Tall Office Building Artistically Considered in Lippincott's Magazine 1896
- Camillo Sitte: Der Städtebau nach seinen künstlerischen Grundsätzen, 1. Auflage. Wien 1889, Reprint d. Ausg. 1904, Wien 1972

20. Jahrhundert
- Adolf Loos: Ornament und Verbrechen, 1908, Nachdruck Prachner, Wien 2000, ISBN 3-85367-059-8.
- Paul Scheerbart: Glasarchitektur, Verlag Der Sturm, Berlin 1914; Neuausgabe München 1971
- Hermann Sörgel: Architektur-Ästhetik. Theorie der Baukunst. Berlin 1921, Nachdruck Gebr. Mann Verlag, Berlin 1998, ISBN 3-7861-1992-9.
- Adolf Behne: Der moderne Zweckbau. Drei Masken Verlag, Berlin 1926, Nachdruck Bauwelt Fundamente Bd. 10, Berlin; Frankfurt 1964, Nachdruck Gebr. Mann Verlag, Berlin 1998
- Bruno Taut: Architekturlehre. VSA-Verlag, Hamburg/Westberlin 1977
- Le Corbusier: Vers une architecture. Paris 1922
Deutsch: Kommende Baukunst, Leipzig 1923; Ausblick auf eine Architektur, Bauwelt Fundamente Band 2, Birkhäuser 2001
- Le Corbusier: Feststellungen. 1929, Bauwelt-Fundamente Bd. 12, Vieweg, Braunschweig 1978
- Henry-Russel Hitchcock, Philip Johnson: Der Internationale Stil. Bauwelt Fundamente, Bd. 70, Vieweg, Braunschweig 1985
- Emil Kaufmann: Von Ledoux bis Le Corbusier. Ursprünge und Entwicklung der autonomen Architektur. Wien, Passer 1933, Neuauflage Hatje, Stuttgart 1985
- Sigfried Giedion: Space, Time & Architecture: The Growth of a New Tradition, 1941
 Deutsch: Raum, Zeit und Architektur: Die Entstehung einer neuen Tradition, Birkhäuser Verlag 2000, ISBN 3-7643-5407-0.
- Hans Sedlmayr: Verlust der Mitte. Die bildende Kunst des 19. und 20. Jahrhunderts als Symptom und Symbol der Zeit. Otto Müller Verlag, Salzburg 1998, 11. Aufl., ISBN 3-7013-0537-4.
- Martin Heidegger: Bauen, Wohnen, Denken, Vorträge und Aufsätze, Klett-Cotta 1951, ISBN 3-608-91090-5.
- Peter Eisenman: Eisenman Inside Out. Selected Writings 1963–1988, New Haven-London, Yale University Press 2004
- Colin Rowe, Robert Slutzky: Transparency, 1964
 Deutsch: Transparenz, Birkhäuser Verlag 1997, ISBN 3-7643-5615-4.
- Robert Venturi: Complexity and Contradiction in Architecture, 1966
Deutsch: Komplexität und Widerspruch in der Architektur, Bauwelt Fundamente Band 50, Birkhäuser Verlag 2007.
- Louis I. Kahn: Architektur: Stille und Licht (1970), in: Louis I. Kahn: Die Architektur und die Stille. Gespräche und Feststellungen, hrsg. v. Alessandra Latour, Basel; Boston; Berlin 1993
- Robert Venturi, Steven Izenour, Denise Scott Brown: Learning from Las Vegas: The Forgotten Symbolism of Architectural Form, 1972, Überarbeitete Fassung The MIT Press 1977
 Deutsch: Lernen von Las Vegas. Zur Ikonographie und Architektursymbolik der Geschäftsstadt. Bauwelt Fundamente Band 53, Wiesbaden 1979
- Christopher Alexander: A Pattern Language. Towns, Buildings, Construction. Oxford University Press, New York 1977, ISBN 0-19-501919-9
 Deutsch: Eine Muster-Sprache. Städte, Gebäude, Konstruktion, Wien, Löcker Verlag 1995, ISBN 3-85409-179-6.
- Charles Jencks: The Language of Postmodern Architecture, 1977
 Deutsch: Die Sprache der postmodernen Architektur - Entstehung und Entwicklung einer alternativen Tradition, Stuttgart 1988, ISBN 3-421-02940-7.
- Rem Koolhaas: Delirious New York: A Retroactive Manifesto of Manhattan, 1978
Deutsch: Delirious New York: Ein retroaktives Manifest für Manhattan, Arch+, 3. Auflage. 2006
- Colin Rowe, Fred Koetter: Collage City, The MIT Press 1984, Birkhäuser Verlag 1997, ISBN 3-7643-5608-1.
- Rudolf Arnheim: Die Dynamik der architektonischen Form, DuMont Buchverlag, Köln 1980
- Alberto Perez-Gomez: Architecture and the Crisis of Modern Science. MIT Press 1983
- Fischer, Fromm, Gruber, Kähler, Weiß: Abschied von der Postmoderne. Bauwelt Fundamente, Bd. 64, Vieweg, Braunschweig 1987
- Julius Posener: Vorlesungen zur Geschichte der Neuen Architektur. Arch+-Verlag, Aachen 2003
- Reyner Banham: Die Revolution der Architektur. Theorie und Gestaltung im ersten Maschinenzeitalter, Bauwelt Fundamente, Bd. 89, Vieweg, Braunschweig 1990
- Jacques Derrida: Am Nullpunkt der Verrücktheit – Jetzt die Architektur. In: Wolfgang Welsch (Hrsg.): Wege aus der Moderne – Schlüsseltexte zur Postmoderne-Diskussion, S. 215–232, Weinheim 1988
- Oswald Mathias Ungers: Entwerfen mit Vorstellungsbildern, Metaphern und Analogien. Anmerkungen zu einem morphologischen Konzept. In: Architektur 1951–1990, Stuttgart 1991
Die Thematisierung der Architektur, 1983, herausgegeben von Technische Universität Dortmund und Walter A. Noebel, Niggli Verlag, 2009, ISBN 978-3-7212-0698-2.
- Mark Wigley: Architektur und Dekonstruktion: Derridas Phantom, Birkhäuser, Basel/Berlin/Boston 1994.
- Heinrich Klotz: Die zweite Moderne. Verlag C. H. Beck, München 1996
- Jürgen Pahl: Architekturtheorie des 20. Jahrhunderts. Prestel Verlag 1999

21. Jahrhundert
- Michael Wilkens: Architektur als Komposition. Birkhäuser 2000, ISBN 3-7643-6330-4.
- Derrick de Kerckhove: Die Architektur der Intelligenz - Wie die Vernetzung der Welt unsere Wahrnehmung verändert. Birkhäuser Verlag 2001, ISBN 3-7643-6488-2.
- Eduard Heinrich Führ: Denken im Bestand: zur Praxis der Architekturtheorie. Materialverlag, Hamburg 2004, ISBN 3-932395-77-8.
- Wolfgang Meisenheimer: Das Denken des Leibes und der architektonische Raum. Verlag der Buchhandlung Walther König, Köln 2006, ISBN 3-88375-841-8.
- Steven Holl, Juhani Pallasmaa, Alberto Perez-Gomez: Questions of Perception: Phenomenology of Architecture, William Stout Publishers, 2006, ISBN 0-9746214-7-1.
- Stephan Trüby: Exit-Architektur. Design zwischen Krieg und Frieden, Springer Verlag, Wien/New York 2008, ISBN 978-3-211-71906-0.
- Günther Fischer: Vitruv Neu oder: Was ist Architektur?, Birkhäuser, Basel 2008, ISBN 978-3-7643-8805-8.
- Jörg H. Gleiter: Architekturtheorie heute. Transcript Verlag, Bielefeld 2008, ISBN 978-3-89942-879-7.
- Jörg H. Gleiter: Architekturtheorie zur Einführung, Hamburg 2022, ISBN 978-3-96060-324-5.
- Jörg H. Gleiter: Architekturtheorie 1863–1938, Berlin 2018, ISBN 978-3-86922-592-0.
- Georg Franck, Dorothea Franck: Architektonische Qualität, Hanser-Verlag, München 2008.
- Ákos Moravánszky, Albert Kirchengast: Experiments – Architektur zwischen Wissenschaft und Kunst. JOVIS Verlag, Berlin 2011, ISBN 978-3-86859-040-1.
- Günther Fischer: Architekturtheorie für Architekten. Die theoretischen Grundlagen des Faches Architektur. Birkhäuser, Basel 2014, ISBN 978-3-03821-505-9
- Hrsg. Ursula Schwitalla mit einem Vorwort von Ernst Seidl. Texte von Dirk Boll, Sol Camacho, Beatriz Colomina, Odile Decq und Patrik Schumacher: Frauen in der Architektur. Rückblicke, Positionen, Aussichten. Hatje Cantz, Berlin 2021, ISBN 978-3-7757-4868-1.
- Günther Fischer: Alte Baukunst und Neue Architektur. Wie die Architektur wurde, was sie heute ist. Deutscher Kunstverlag, Berlin/Boston 2025, ISBN 978-3-422-80280-3

Quellensammlungen
- Ulrich Conrads (Hrsg.): Programme und Manifeste zur Architektur des 20. Jahrhunderts. Bauwelt Fundamente Band 1, Berlin: Ullstein-Verlag, 1964
- Fritz Neumeyer (Hrsg.): Quellentexte zur Architekturtheorie. Prestel Verlag, München 2002
- Gerd de Bruyn und Stephan Trüby (Hrsg.):  architektur_theorie.doc. Texte seit 1960, Birkhäuser Verlag, Basel 2003
- Bernd Elvers und Christof Thoenes (Hrsg.):  Architekturtheorie von der Renaissance bis zur Gegenwart. Taschen Verlag, Köln 2003, ISBN 3-8228-5082-9.
- Akos Moravánszky (Hrsg.): K.M. Gyöngy (Assistent): Architekturtheorie im 20. Jahrhundert: Eine kritische Anthologie, Springer Verlag, Wien 2003, ISBN 3-211-83743-4.
- Vittorio Magnago Lampugnani, Ruth Hanisch, Ulrich Maximilian Schumann und Wolfgang Sonne (Hrsg.): Architekturtheorie 20. Jahrhundert. Positionen - Programme - Manifeste, Hatje Cantz Verlag, Ostfildern 2004
- Thomas Friedrich, Jörg H. Gleiter (Hrsg.): Einfühlung und phänomenologische Reduktion Grundlagentexte zu Architektur, Design und Kunst, LIT Verlag, Münster 2009, ISBN 978-3-8258-9366-8.
- Susanne Hauser, Christa Kamleithner, Roland Meyer (Hrsg.): Architekturwissen. Grundlagentexte aus den Kulturwissenschaften. Bd. 1: Zur Ästhetik des sozialen Raumes, transcript-Verlag, Bielefeld 2011, ISBN 978-3-8376-1551-7.
- Susanne Hauser, Christa Kamleithner, Roland Meyer (Hrsg.): Architekturwissen. Grundlagentexte aus den Kulturwissenschaften. Bd. 2: Zur Logistik des sozialen Raumes, transcript-Verlag, Bielefeld 2013, ISBN 978-3-8376-1568-5.

## Sekundärliteratur
Geschichte der Architekturtheorie
- Saul Fisher: „Philosophy of Architecture.“ Edward N. Zalta (hrsg.) Stanford Encyclopedia of Philosophy, 2015.
- Georg Germann: Einführung in die Geschichte der Architekturtheorie. Wissenschaftliche Buchgesellschaft, Darmstadt 1980, ISBN 3-534-08148-X.
- Hanno-Walter Kruft: Geschichte der Architekturtheorie. Von der Antike bis zur Gegenwart. 5. Auflage. C. H. Beck, München 2004, ISBN 3-406-34903-X.
- Kari Jormakka: Geschichte der Architekturtheorie. Institut für Architekturwissenschaften: Architekturtheorie, Technische Universität Wien, Edition Selene 2007, ISBN 978-3-85266-197-1.
- Dietrich Erben (Hrsg.): Das Buch als Entwurf: Textgattungen in der Geschichte der Architekturtheorie. Ein Handbuch.  Paderborn: Wilhelm Fink, 2019, ISBN 978-3-7705-6334-0.
- Ute Poerschke: Funktionen und Formen. Architekturtheorie der Moderne. Bielefeld : transcript, 2014, ISBN 978-3-8376-2315-4.